# Ron Laird
Ronald Owen „Ron“ Laird (* 31. Mai 1938 in Louisville, Kentucky) ist ein ehemaliger US-amerikanischer Geher.

## Sportkarriere
Bei den Olympischen Spielen 1960 in Rom kam er im 50-km-Gehen auf den 19. Platz.
Im 20-km-Gehen wurde er 1963 bei den Panamerikanischen Spielen in São Paulo Vierter und wurde 1964 bei den Olympischen Spielen in Tokio disqualifiziert.
1967 siegte er im 20-km-Gehen bei den Panamerikanischen Spielen 1967 in Winnipeg, und 1968 belegte er bei den Olympischen Spielen in Mexiko-Stadt den 25. Platz.
Acht Jahre später kam er bei den Olympischen Spielen 1976 in Montreal im 20-km-Gehen auf Rang 20.
Achtmal wurde er US-Meister über 20 km Gehen (1958, 1963–1965, 1967–1969, 1976) und zweimal im 50-km-Gehen (1960, 1962). Über andere Distanzen sammelte er 50 weitere nationale Titel im Freien und vier in der Halle.
1986 wurde er in die Hall of Fame von USA Track & Field aufgenommen.

## Persönliche Bestzeiten
- 20 km Gehen: 1:28:18 h, 1967
- 50 km Gehen: 4:29:39 h, 1968